# Салас-да-Ліерка
Салас-да-Ліерка — село та муніципалітет в Іспанії, у складі автономної спільноти Каталонія, провінції Жирона. Муніципалітет займає площу 35,84 км2, а населення в 2014 році становило 133 осіб.